# مجتمع جزائري
المجتمع في أية دولة، هو مجموعة الأفراد (رجال ونساء) التي تختار العيش في دولة واحدة، ترعاها قوانين تنتخبها وتصادق عليها.
بشكل متقارب، الشعب الجزائري، كالشعوب المغاربية لها تاريخ مشترك، كان المجتمع الجزائري نتيجة تاريخية لأحتكاك الأجناس التي عاشت على الأرض، العزلة التي أختارتها فئات والقرب الذي شهده آخرون إلى إلى تشكيل المجتمع الجزائري الخليط من العرب والأمازيغ.
الشعب الجزائري الجزائر وطنه،الأسلام دينه،العربية لغتة، موقعها تطل على البحر جنسها البحر الابيض المتوسط من حيث العالم دولة من دول العالم الثالث، و الدول النامية.

## مجتمع ما قبل الاستقلال
سيطر العثمانيون على المدن الكبيرة، كما مثلوا سياسة البلاد الخارجية، ولم يتدخلوا في حياة السكان داخليا. تشكل المجتمع الحضري في المدن، على أساس ما يسمى الَربع، حول العائلة الكبيرة. نوع من الطبقية الحديثة، تقسيم المدن لربوع، كل ربع مستقل بذاته. وللأمن، يمكنها أن تقفل بشكل منفرد أو جماعي زمن الخطر أو في الليل، وكان لممثلي هذه الربوع، تسييرها الداخلي بأنفسهم نيابة عن العثمانيين.
عاشت خلالها أيضا بين السكان العرب الحضر، خليط من العرب والأتراك، الكراغلة. اللاجؤون الأندلسيون، كذلك المسيحيون العبيد (تجارة مزدهرة) من المتوسط، المشبوكة من القرصنة الجزائرية. نجد أيضا العبيد الأفارقة كخدم. كان في العديد من المدن، جاليات يهودية، برزت أهميتها مع دخول الفرنسيين. بنو ميزاب، عاشوا بأعداد قليلة، تملكوا التجارة خلالها، كما أداروا الحمامات العامة، زار القبائل هذه المدن، قبل خيار العودة لموطنهم الأصلي.
أما في الريف، نجد أن قرابة النسل هي الطاغية، مبدأها: العائلة، نسب صغير، يقر بوجود جد واحد. تربطها أواصر التعاون، الحمية العصبية، وهيمنة قرار الشيوخ. عدد العائلات المتقاربة شكل: النسب، لأقدم جد معروف. فوقها نجد الفرقة عند العرب، أين تتواصل الأنساب مع بعضها بشكل أكثر قربا، محددين مجال النفوذ، أسم الفرقة، وطريقة العيش. كان أتحاد القبائل شائعا قبل القرن 20.
كان التمايز بين الأعراب في فرقها بدرجات الهيبة، والحميّة، قوة الفرد من قوة قبيلته وعشيرته. الشرفة (الشرفاء) نبلاء زعموا أنهم من نسل الرسول محمد، زعماء الحرب (الجواد) والأولياء المرابطية (صوفية) بتأثيرهم الروحي على السكان وادارتهم للزوايا العلمية، تمسكوا الحل والعقد. القايد (القائد) هو مندوب القبيلة في مسائلها مع غيرها، كذلك رئيسها السلطوي.
كان شائعا أيضا أن تظهر الحمية والتنازع، لقد تعاقدت مثلا بعض قبائل المدية مع الفرنسيس ضد الأمير عبد القادر، فقط لأنها شعرت باستقوائه عليها، لا لأنها شاهدت ميلا منه عنها أو لصالح فرنسا.
كانت البربر القبائل أكثر ديموقراطية، ومساواة. منظومة تحكمها قوانين وأعراف شفهية، هي الجماعة (العروش). الطبقية لم توجد في قرى القبائل مثلما كانت عند العرب، كما شجعت الفردية من داخلها.

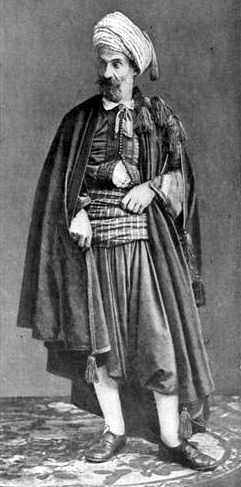
يهودي من الجزائر في 1870

دخل الأوروبيون البلد، وأخذوا أحسنها موطنا، محتكرين قطاع العمل، التجارة، الإدارة، والتمثيل السياسي، بلا مراعاة لحالة [الأهالي الأصليين. الجزائريون الحضر تقلصوا، وحرفيو المدينة هجروها، وتمت تصفية ملاك الأرض العرب.
تطور منحى نمو المستوطنين الأوربيين سريعا، ابتداء من القرن 19، أكثر من 27 ألف شخص خلال 1840 إلى حوالي 126 ألفا عشريّة بعدها، إلى أن وصلت مليونين في مدخل القرن العشرين. نموها، مع الأستغلال الجيد للأرض، رافقه زحف ريفي من الأعراب، مشكلين عمالة رخيصة، غير كفؤة في المجال الصناعي. محتقرين من الأوروبيين، ومعزولين عن قبيلتهم وأعرافها السابقة، التي أعطتهم الحماية وحس التضامن. زاد الزحف بعد الحرب العالمية الأولى وبشدة بعد الثانية. في الوقت نفسه، هاجر منهم الكثير لفرنسا ذاتها بحثا عن العمل. القبائل كانوا أهم المهاجرين، خلال الخمسينات.
شكل الأوربيون فئة وحدهم، فكان القسمين، أوروبي وجزائري كالبديهية. المستوطنون دخلوا بعد أن أستقرت أمور الحملة الفرنسية، قادمين ليس من فرنسا وحدها، بل أعدادا كبيرة من إسبانيا وإيطاليا، بحثا عن فرص جديدة. الأقدام السوداء أسم عرفوا به، كدليل لأقدامهم الحافية المتسخة، فقرهم الشديد كان معروفا.
الطبقة الغنية الجزائرية مثلت الرتبة الأعلى في هذه الطبقية، محافظة على مركزها بفضل أراضيها الممتلكة. غير هذا، كان الأهالي عموما معدمين، معزولين، أغلبيتهم أميون، ولم ترغب الطبقة الوسطى (البرجوازية) الفرنسية في منافس آخر لها.
مع هذا، وفي بدايات القرن العشرين، ظهر تزاوج بين تجار الجزائر والبرجوازية الفرنسية. تعلم أولادهم في المدارس الفرنسية، في منازلها أو في فرنسا، للظهور بميزة أوربية، مكونة من المحامين والأطباء، الصيادلة، المعلمين، والإداريين، وحتى سياسيين. الفرص الاجتماعية لهذه الطبقة (سميّت: المتطورة) كانت رغم هذا محدودة، كما أعيق تطورها السياسي أيضا.
تجمعت هجرة الريفين لداخل البلاد (الأحياء) حسب عرقهم، كما ظهر شبه تخصص في الأعمال لكل عرق،. لكن الازدحام ونقص السكن، دفع بالفرد أيا كان محيطه للشتات، ودرجات نزل التضامن بين الأعراق نفسها. مع هذا، بقي التواصل بين أفراد العائلات.
كانت الأعراب الطوافة التي لم يكن لها لا ملك ولا زريعة، مجبرة على تقبل مذلة العيش الحضري. بدأ هذا عبر الاستيطان قرب المراكز التجارية، مشكلة بعدها نوعا من الحامية الخاصة بها، لكنها أحتقرت دائماالفلاحة.

## الثورة والتغير الاجتماعي
بعد مشاركة الكثير من الجزائريين في الحرب العالمية الأولى، تحريرا لفرنسا، وبعد وعدها بمنح الجزائريين الأستقلال، ورجوعهم محملين بالفكر الثوري. أستغل الجزائريون الفرصة لمطالبة فرنسا بتحقيق وعدها، فردت بمجازر 8 ماي، التي بلغ ضحاياها 45000 قتيل في يوم واحد.
ضربت الثورة بكل قوتها سنة 1954. تأثير الثورة لمس كل فئات وأطياف المجتمع، في الأرياف كما المدن، فرديا، أسريا، وعلى المستوى المحلي.
كأستجابة لمتطلبات النزاع، ظهرت النزعة الفردية، القدرة الشخصية، الزعامة الحربية. النساء، واللاتي كان دورهن التحجب ورعاية البيوت، وجدن أنفسهن في أتون الحرب فجأة. كانت الحرب بالنسبة للكثيرين، تغيرا جذريا لذهنية القبيلة والعالم وراء القبيلة.
كان الشباب دوما بحماسه، الظاهرة الفردية الواضحة، واضعا قادته الثوريين الجدد في المقدمة، بميول شخصية أكثر منها قبلية.
معارك ضارية، أخذت حوالي 7 سنين في أنحاء البلاد. سياسة فرنسا وقتها حملت على ما بقي فيها وعزلتها في المحتشدات الجبرية، أكثر من مليوني قروي جمعوا أفرادا. عدد المبعدين الجزائريين عن أرضهم غير معروف بالتحديد، 3 ملايين هو الرقم الذي تعطيه السلطات الجزائرية، للمبعدين مؤقتا أو بشكل نهائي. إلى غاية 1965، كان هنالك تمركز ل مليوني شخص وسط البلاد في هذه المحتشدات.
زوال القبائل الصغيرة، عفا عن التحكم الاجتماعي بالفخر والشهامة الذي كان شائعا. عوضا عن هذا، شارك الفرنسيون الذين شاهدوا آثار هذه المحتشدات، التضامن مع الغرباء المساكين. تدمير أواصر المجتمع القديم، قاس النساء، في نواحي مختلفة. على الرغم من هجرة تقاليد العائلة، نساء القرى، أين كان أرتداء الحجاب نادرا، عدن إليه طوعا، رغبة في الستر.
كنتيجة لهذا التشريد الفرنسي، فقدت النسبة الكبيرة من الأهالي الرباط بينها وبين أرض الأجداد. عائلات وجدت نفسها مفصولة عن غيرها، أسامي وألقاب مشوشة متداخلة، والقبيلة المحطمة. النظام الفرنسي كان قائما على الخلية العائلية، عكس القبلية العربية، فتغير نمط عيش الأهالي، من الزراعة إلى اقتصاد المال.
حتى العلاقات بين الأجيال أنقلبت، والطبقية التقليدية ماتت. الشباب كان مستعدا لتقبل الأفكار الجديدة، الشيوخ تاركة أمور الدنيا، وفخرها، انعزلت بحسرة للآخرة. زيادة على هذا، أصبح الريفي محبا لحياة الأستيطان والرخاء، مغيرا تقشفه في الأرياف سابقا.

## إلى المجتمع الحديث
بعد الأستقلال، تغير المجتمع كله عن ذي قبل، نزوح الأوروبيين بين 62-63، تركه المجتمع الفلاحي الأمي، وعددا من عمالة المدن. قدرت نسبة الطبقة الوسطى ب1% في 1964 من الجزائريين. المتعلمون الجزائريون بقوا في البلد، لكنهم كانوا العدد الأقل في كل المجالات التقنية. خصصت مميزات عديدة للمجاهدين، الطبقة المميزة، المكونة من رجال الثورة.
أبناء الشهداء أيضا، كانت لهم جمعياتهم، ودعم الدولة الدائم والراعي لشؤونهم.
خلال الأستعمار، كان وجه الفرق الواضح في المجتمع طبقتان: الأوروبيون والجزائريون. أوربيون بصناعية الطبقة الوسطى، ملاك أراضي كبار، وحتى عمالة بسيطة. الجزائريون كذلك كما كتبنا أعلاه، كانوا طبقات متعلمة، تجارية، وحرفية، وفلاحية. ذهب كل هذا مع الأستقلال، بمقولة الجزائر للجزائريين.
تشريد الأوربيين، خلقها الطبقية الجزائرية الحديثة: تقنيون فرنسيون، إداريون مفرنسون، ضباط الحرب، زعماء الحزب الواحد FLN. القلة من الصناعيين الجزائيريين حظيت بالتأثير، مسك البيروقراطيون الدولة، مشكلين جماعة ضاغطة. كان المستوى التعليمي، أكثر من غيره، مميز الأنتماء لهذه الطبقية.
هواري بومدين، والذي كان رئيسا من 1967-1978 قاد البلد نحو الاشتراكية الإسلامية، قائلا، بأن الإسلام أساسه المساواة، فلا تناقض بينه وبين الاشتراكية. رغم هذا، أفرز هذا النهج محصوله من الضغوط الاجتماعية والسياسية.
كانت نظرة هؤلاء التقنيين والإداريين غربية، وحاولت غربنة الجزائريين، مركزة على المرأة كنصف المجتمع، ماحية كل آثار العشائرية والتقاليد القبلية، مبرزة في كل مرة، دور التحديث، التعليم، الحضارة في خلق الدولة.
الطبقة التي تليها، الطبقة الوسطى. موظفون حكوميون، تجار، أطباء، معلمون ومحامون. أيضا الحرفيون. من غير التجار. أزداد عدد البقية بشدة بعد الأستقلال، عامرة فراغ الأوربيين. قاطنين المدن، كما أستمتعت هذه الطبقة برخاء مشهود في السبعينيات.
العمالة والعمال كطبقة تجيء تحتها، كانت لها فرص كثيرة ومغرية للشغل، في البناء، المواصلات، والمؤسسات الخاصة. وكأختها الطبقة المتوسطة، أزدهرت العمالة في ظل النظام الأشتراكي السخي. مشاكلها الأساسية كانت لغوية (الأميّة)
أخيرا، الطبقة الفلاحية، مالكي الأرض أو لا، أو خادمي أراضي الدولة. بعض منهم تحصل على قطع فلاحية بين 1976-1980، آخرون كان لهم الحظ، حين بقيت أرضهم (فترة إعادة توزيع الأراضي الفلاحية) ملكا خاصا، مكونين مجمعات زراعية صناعية، مستفيدين من دعم الدولة، والإنشاءات الجديدة في الطرق والخدمات، في القرى النائية.
مع سير المجتمع نحو الحداثة، بين 1980-1990، ملايين الجزائريين وقفت بين التقاليد القديمة المعزولة، والحداثة التي لا تفي روحانيتهم المتسائلة. قاس هذا الإشكال الشبيبة الجزائرية خاصة، البنات مثلا، واجهن مواصلة التعليم بطلبات الآباء أو الأسرة المحافظة. شباب الذكور، عاشوا الحداثة الغربية الخليعة والإسلام المتطرف، كذلك المتطلبات اللغوية، من تحكم في الفرنسية والعربية. فوق كل هذا، بطالة الشباب التي وصلت 41% أواخر 1990.
بلا حلول جاهزة، كان مشكل البطالة، عاملا في تحرير الأوهام من مجد الاشتراكية، ناقوس المحسوبية والإدارة الغبية.
كانت الدولة قد فتحت بوق الوطنية، والثورة خلال السبعينات، عبر الإذاعة والتلفزيون، الصحف والمتاحف. مادحة سياسة الحزب الواحد وفضائل الحكم الفردي. بعد 15 سنة من سماع نفس الكلام، صداه أمام الحقائق وهن، حقائق ذكرها أفراد النظام نفسه المنشقون عنه، أو المطاردون منه.
توجه جمع الشباب المسلم نحو جبهة الإنقاذ، بخلاياها في الجامعات أو المدن الكبيرة، وكانوا الذخيرة في العشرية السوداء.

## وصلات داخلية
- سكان الجزائر.

## وصلات خارجية
- المجتمع الجزائري من الأمية والمجاعة إلى التطور والحداثة قفزات نوعية على كافة الأصعدة منذ الاستقلال إلى يومنا هذا.

هوامش
1. ↑  نسخ رقمية هامة للأرشيف الفرنسي الموقع بالفرنسية نسخة محفوظة 16 نوفمبر 2017 على موقع واي باك مشين.